# Guido Pizarro (football)
Guido Hernán Pizarro Demestri, couramment appelé Guido Pizarro, né le 26 février 1990 à Buenos Aires en Argentine, est un footballeur international argentin ayant évolué au poste de milieu défensif de 2009 à 2025, et reconverti comme entraîneur. Il est l'actuel entraîneur des Tigres UANL.

## Biographie

### En club
Il joue plus de 100 matchs en première division argentine avec le CA Lanús. Il dispute ensuite plus de 100 matchs en première division mexicaine avec les Tigres UANL. 
Il participe à la Copa Libertadores et à la Ligue des champions de la CONCACAF, disputant un total de trois finales avec les Tigres (toutes perdues).

### En équipe nationale
Il reçoit sa première sélection en équipe d'Argentine le 28 mars 2017, contre la Bolivie. Ce match perdu 2-0 rentre dans le cadre des éliminatoires du mondial 2018.

## Palmarès
- Finaliste de la Copa Libertadores en 2015 avec les Tigres UANL
- Finaliste de la Ligue des champions de la CONCACAF en 2016 et 2017 avec les Tigres UANL
- Champion du Mexique en 2015 (Ouverture) et 2016 (Ouverture) avec les Tigres UANL
- Vainqueur de la Coupe du Mexique en 2014 avec les Tigres UANL